# Paul Bettany
Paul Bettany (sinh ngày 27 tháng 5 năm 1971) là một diễn viên người Anh. Anh được biết đến qua vai diễn J.A.R.V.I.S. và Vision trong các phim thuộc Vũ trụ Điện ảnh Marvel như: Iron Man (2008), Iron Man 2 (2010), The Avengers (2012), Iron Man 3 (2013), Avengers: Age of Ultron (2015), Captain America: Civil War (2016), Avengers: Infinity War (2018) và series truyền hình WandaVision (2021) trên nền tảng Disney+.
Trong sự nghiệp diễn xuất của mình, Paul từng được đề cử nhiều giải thưởng, trong đó có một đề cử giải BAFTA cho "Nam phụ xuất sắc nhất" và một đề cử giải Screen Actors Guild hạng mục "Dàn diễn viên điện ảnh xuất sắc".

## Thời thơ ấu
Paul Bettany sinh ra ở thành phố London. Mẹ anh là bà Anne (nhũ danh: Kettle), một ca sĩ, giảng viên khoa sân khấu, cha anh là ông Thane Bettany, cũng là một diễn viên, vũ công.
Ngày 1/1/2003, Bettany kết hôn với nữ diễn viên người Mỹ, Jennifer Connelly, ở Scotland; cả hai quen biết nhau từ khi đóng chung phim A Beautiful Mind. Jennifer là thần tượng của anh hồi nhỏ, khi anh biết tới cô qua phim Labyrinth. Cặp đôi hiện có hai con, một con trai tên Stellan (đặt theo tên diễn viên Stellan Skarsgård), sinh năm 2003, và một con gái tên  Agnes Lark, sinh năm 2011.

## Danh sách phim

### Điện ảnh
| Năm  | Tên                                             | Vai                                 | Ghi chú                 |
| ---- | ----------------------------------------------- | ----------------------------------- | ----------------------- |
| 1997 | Bent                                            | Captain                             |                         |
| 1998 | The Land Girls                                  | Philip                              |                         |
| 1999 | After the Rain                                  | Steph                               |                         |
| 2000 | Kiss Kiss (Bang Bang)                           | Jimmy                               |                         |
| 2000 | The Suicide Club                                | Shaw                                | Tên khác: Game of Death |
| 2000 | Dead Babies                                     | Quentin                             |                         |
| 2000 | Gangster No. 1                                  | Young Gangster                      |                         |
| 2001 | A Knight's Tale                                 | Geoffrey Chaucer                    |                         |
| 2001 | A Beautiful Mind                                | Charles Herman                      |                         |
| 2002 | Euston Road                                     | "Y"                                 |                         |
| 2002 | The Heart of Me                                 | Rickie                              |                         |
| 2003 | Master and Commander: The Far Side of the World | Bác sĩ Stephen Maturin              |                         |
| 2003 | The Reckoning                                   | Nicholas                            |                         |
| 2003 | Dogville                                        | Tom Edison                          |                         |
| 2004 | Wimbledon                                       | Peter Colt                          |                         |
| 2006 | Firewall                                        | Bill Cox                            |                         |
| 2006 | The Da Vinci Code                               | Silas                               |                         |
| 2008 | Iron Man                                        | J.A.R.V.I.S.                        | Lồng tiếng              |
| 2008 | The Secret Life of Bees                         | T. Ray Owens                        |                         |
| 2008 | Inkheart                                        | Dustfinger                          |                         |
| 2008 | Broken Lines                                    | Chester                             |                         |
| 2009 | The Young Victoria                              | Lord Melbourne                      |                         |
| 2009 | Creation                                        | Charles Darwin                      |                         |
| 2010 | Legion                                          | Michael                             |                         |
| 2010 | Iron Man 2                                      | J.A.R.V.I.S.                        | Lồng tiếng              |
| 2010 | The Tourist                                     | John Acheson                        |                         |
| 2011 | Priest                                          | Priest                              |                         |
| 2011 | Margin Call                                     | Will Emerson                        |                         |
| 2012 | The Avengers                                    | J.A.R.V.I.S.                        | Lồng tiếng              |
| 2013 | Iron Man 3                                      | J.A.R.V.I.S.                        | Lồng tiếng              |
| 2013 | Blood                                           | Joe Fairburn                        |                         |
| 2014 | Transcendence                                   | Max Waters                          |                         |
| 2014 | Shelter                                         | —                                   | Biên kịch & đạo diễn    |
| 2015 | Mortdecai                                       | Jock Strapp                         |                         |
| 2015 | Avengers: Age of Ultron                         | J.A.R.V.I.S. (lồng tiếng) và Vision |                         |
| 2015 | Legend                                          | Charlie Richardson                  |                         |
| 2016 | Captain America: Civil War                      | Vision                              |                         |
| 2017 | Journey's End                                   | Osborne                             |                         |
| 2018 | Avengers: Infinity War                          | Vision                              |                         |
| 2018 | Solo: A Star Wars Story                         | Dryden Vos                          |                         |
| 2020 | Uncle Frank                                     | Frank Bledsoe                       |                         |

### Truyền hình
| Năm  | Tên                        | Vai                  | Ghi chú                   |
| ---- | -------------------------- | -------------------- | ------------------------- |
| 1994 | Wycliffe                   | Ian Greaves          | Tập: "The Pea Green Boat" |
| 1996 | The Bill                   | Jake Connolly        | Tập: "The Right Thing"    |
| 1997 | Sharpe's Waterloo          | Willem II của Hà Lan | Phim truyền hình          |
| 1998 | Coming Home                | Edward Carey-Lewis   | Sê-ri truyền hình         |
| 1998 | Killer Net                 | Joe Hunter           | Sê-ri ngắn                |
| 1999 | Every Woman Knows a Secret | Rob                  | Sê-ri ngắn                |
| 2000 | David Copperfield          | James Steerforth     | Phim truyền hình          |
| 2017 | Manhunt: Unabomber         | Ted Kaczynski        | Sê-ri ngắn                |
| 2021 | WandaVision                | Vision               | Sê-ri ngắn trực tuyến     |